# Dánielisz Endre
Dánielisz Endre (Nagyszalonta, 1925. április 6. vagy 1925 – Nagyszalonta, 2023. június 1.) magyar irodalomtörténész, pedagógiai író, iskola-pszichológus.

## Életpályája
Szülőhelyén végezte a középiskolát, tanító volt Köröstárkányban, majd 1951-ben a Bolyai Tudományegyetemen megszerezte a pedagógia-lélektan szakos tanári diplomát. Középiskolai tanár Aradon; 1956-tól 1966-ig a nagyszalontai Arany János Emlékmúzeum igazgatója, majd ugyanitt iskolapszichológus, tanár.
A NyIrK, Korunk, Igaz Szó, Utunk, Tanügyi Újság, Művelődés és napilapok hasábjain, valamint magyarországi kiadványokban (Az Erkel Ferenc Múzeum Értesítője, Irodalomtörténeti Közlemények), románul a Familia című nagyváradi folyóiratban elszórtan megjelent közlései és értekezései hasznosan egészítik ki többek között a korszerű Arany-kutatást.
Szerkesztésében és előszavával jelent meg a Toldi s a Toldi estéje (1964, 3. kiadás Kolozsvár, 1976), valamint Tompa Mihály verseinek és leveleinek válogatása (Kolozsvár, 1977) a Tanulók Könyvtárában.Törös László és Gergely Pállal sajtó alá rendezte Arany János Összes Művei XIII. kötetét (Hivatali iratok 1. Budapest, 1966) s a Könyvtári Szemlében (1972/2) bemutatta Arany János könyvtárát. A Mesetarisznya sorozat számára készült Kalevipoeg-feldolgozása (1970) németül is megjelent. Tevékeny szerepet tölt be Nagyszalonta irodalmi életében: a helytörténet, iskolatörténet, irodalmi folklórkutatás művelője.

## Főbb művei
- Kalevipoeg. Szemelvények az észt nép hőskölteményéből; Ifjúsági, Bukarest, 1970 (Mesetarisznya)
- Arany-emlékek Nagyszalontán. Tanulmányok, dokumentumok; Kriterion–Gondolat, Bukarest–Bp., 1984
- Arany János a szalontai iskolában; Országos Pedagógiai Könyvtár és Múzeum, Bp., 1992
- "Szülőhelyem, Szalonta...". Tanulmányok, esszék Arany János köréből; Arany János Múzeum, Nagykőrös, 1992 (Az Arany János Múzeum kismonográfiái)
- Nagyszalonta jeles szülöttei; Békés Megyei Levéltár, Gyula, 1993
- Szalontai séták. Barangolás múltban és jelenben; Literator, Nagyvárad, 1993
- A Szepességtől Szalontáig. Egy kisiparos család három nemzedéke; Literator, Nagyvárad, 1994
- "És áhítattal ejtsétek a szót"; Charta, Nagyvárad, 1997
- Szalontán egy ajtó muzsikál; vál., szerk. Dánielisz Endre; Arany János Művelődési Egyesület, Nagyszalonta, 1997
- Az 1848/1849-es forradalom és szabadságharc Nagyszalontán; Siki Texal Kft., Nagyszalonta, 1998
- Nagyszalonta. Városismertető; 2. kiad.; Partiumi és Bánsági Műemlékvédő és Emlékhely Bizottság–Nagyszalonta Református Egyházközsége, Oradea [Nagyvárad]–Salonta [Nagyszalonta], 1999 (Partiumi füzetek, 4.)
- A szalontai iskolák története; Királyhágómelléki Református Egyházkerület, Oradea [Nagyvárad], 1998
- Hadabás János–Dánielisz Endre: 1848–1849 Sarkadon és Nagyszalontán; Városi Önkormányzat, Sarkad, 1999
- "Csonkatorony nyúlik a felhőbe..."; Partiumi és Bánsági Műemlékvédő és Emlékhely Bizottság, Oradea [Nagyvárad], 1999 (Partiumi füzetek, 10.)
- "E város minden messzeségen átragyog". Zilahy Lajos emlékkönyv; vál., szerk. Dánielisz Endre; Arany János Művelődési Egyesület, Nagyszalonta, 1999
- Arany szellemében. Nagyszalonta művelődéséért; Arany János Művelődési Egyesület, Nagyszalonta, 2001
- Nagyszalonta jeles szülöttei; 2. bőv. kiad.; Békés Megyei Levéltár, Gyula, 2001
- Nagyszalontai nyomdák és hírlapok; Pro-Print, Csíkszereda, 2002
- Nagyszalonta egészségügyének századai. Szathmáry Katalinnal (Gyula, 2003)
- Nagyszalonta évszázadai. Hely- és művelődéstörténeti, urbanisztikai kronológia; Nagyszalontai Polgármesteri Hivatal, Salonta [Nagyszalonta], RMDSZ Bihar Megyei Szervezete, 2003
- Monografia municipiului Salonta în date. Cronologie locală, culturală şi urbanistică (Nagyszalonta évszázadai); Salonta [Nagyszalonta], Primăria Municipiului, 2003
- A szalontai Kaszinó története; Imprimsal Kft., Szalonta, 2003
- Koszorús Erzsébet–Dánielisz Endre–Mikló Ferenc: A nagyszalontai református templom története és Nagyszalonta képekben; Salonta [Nagyszalonta], Nagyszalontai Református Egyház, 2006
- A szarutól a fésűig. Egy kisipar virágzása és elhalása; Békés Megyei Múzeumok Igazgatósága, Békéscsaba, 2006 (Chronica Bekesiensis)
- Biharország népi világa. Néprajzi tanulmányok; Prolog, Nagyvárad, 2006
- Nagyszalontán vásár tartatik; Prolog, Nagyszalonta, 2006
- Salonta în 101 de imagini; szerk. Dánielisz Endre; ford. románra Major Andrea et al.; Oradea [Nagyvárad], Prolog, 2006
- Arany János Főgimnázium. Tömör história; Prolog, Oradea [Nagyvárad], 2007
- Bizakodva egy életen át; Prolog, Nagyvárad, 2008
- Nagyszalonta a 20. században; Prolog, Nagyszalonta, 2008
- Nagyszalonta jeles szülöttei; 3. bőv. kiad.; Literator–Nagyszalonta, Nagyvárad–Zalanta, 2009
- Nagyszalonta népköltészeti hagyományaiból. Antológia szerk. Dánielisz Endre; Prolog, Nagyvárad, 2009
- Salonta în secolul XX; ford. románra Láda Irén-Gizella, Rugină Irina, Vereş Maria-Barbara; Prolog, Salonta [Nagyszalonta], 2009
- Nagyszalonta közösségi jelképei; Prolog, Nagyvárad, 2010
- "Én kis hazám a nagy hazában...". Arany nyomdokán Nagyszalontán; Prolog, Nagyvárad, 2011
- Közkinccsé lett a teljes Arany-életmű / Tanár úr, a kultúrmindenes. Szilágyi Aladár nagyszalontai beszélgetései Dánielisz Endrével; HKE, Nagyvárad, 2017
- Dánielisz Endre–Faggyas Sándor–Patócs Júlia: Arany Szalontája, Szalonta Aranya; Méry Ratio–Fidem Egyesület, Šamorín–Salonta, 2017

## Társasági tagság
- Bonczos István és felesége Nagy Ilona írók által alapított nagyszalontai Arany János Irodalmi Körnek aktív szerzője és előadója volt (1955–1980-as évek), a kör újjáalakítását is örömmel üdvözölte (1998), ő lett az újjáalakult kör tiszteletbeli örökös elnöke és aktív résztvevője.

## Díjak, elismerések
- Magyar Kultúra Lovagja (2005)[4]
- Fényes Elek-díj (2007)[5]